# جوناثان ميتلاند
جوناثان ميتلاند (بالإنجليزية: Jonathan Maitland)‏ هو مقدم تلفزيوني بريطاني، ولد في 1961.

## وصلات خارجية
- جوناثان ميتلاند على موقع IMDb (الإنجليزية)
- جوناثان ميتلاند على موقع قاعدة بيانات الفيلم (الإنجليزية)